# Chrysopa phyllochroma
Chrysopa phyllochroma is een insect uit de familie van de gaasvliegen (Chrysopidae), die tot de orde netvleugeligen (Neuroptera) behoort. 
Chrysopa phyllochroma is voor het eerst wetenschappelijk beschreven door Wesmael in 1841.